# Convento de las Monjas Carmelitas (Caracas)
El Convento de las Monjas Carmelitas (también llamado Convento de las Carmelitas Descalzas de Santa Teresa) fue un convento que funcionó en donde estuvo una Capilla (ermita) dedicada a San Mauricio en 1577 en lo que hoy es el Municipio Libertador de Caracas, en el Distrito Capital al centro norte del país sudamericano de Venezuela.
Después de que la capilla fuese destruida por un incendio, en 1725 doña Melchora Josefa de Ponte y Aguirre solicitó los permisos para convertir su casa en un convento. El Rey de España autorizaría su funcionamiento solo hasta 1732, cuando llegaron las primeras religiosas. Su capilla fue consagrada en 1739.
El Convento fue cerrado por la fuerza y destruido bajo el gobierno del General Antonio Guzmán Blanco en el año 1874. La Esquina de Carmelitas de la ciudad de Caracas recibe su nombre de este edificio religioso.
Sucesivos gobiernos venezolanos dieron al edificio usos muy diversos, como oficina de Correos, oficina de la Tesorería Nacional, sede del Ministerio de Hacienda, entre otros. Del convento solo quedó el nombre de la referida esquina, puesto que en el gobierno de Cipriano Castro se reformó como sede del "Palacio de Hacienda". En la esquina ahora se encuentra la sede del Banco Central de Venezuela, justo al frente del Correo de Carmelitas.